# 林大作

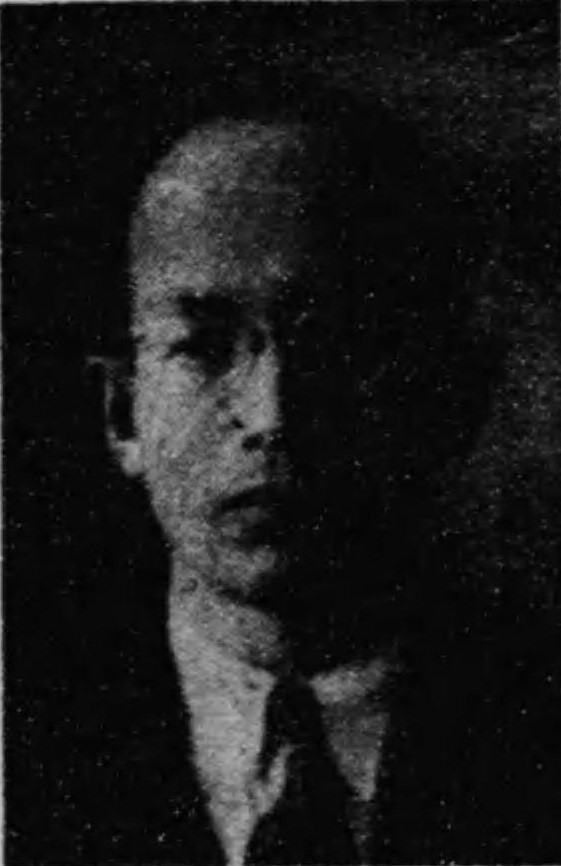
林大作

林 大作（はやし だいさく、1905年〈明治38年〉1月2日 - 1985年〈昭和60年〉11月26日）は、昭和期の実業家、弁護士、政治家。衆議院議員。

## 経歴
愛知県八名郡賀茂村（双和村を経て現豊橋市）出身。1928年（昭和3年）東京帝国大学法学部政治学科を卒業した。
三井物産に入社し、ボンベイ（現ムンバイ）支店、ニューヨーク支店で勤務。その後、商工省嘱託、重要物資管理営団企画課長、交易営団上海連絡部次長、同営団総務部次長などを務めた。
戦後、弁護士となり片山哲の法律事務所で勤務。1947年（昭和22年）4月の第23回衆議院議員総選挙で愛知県第5区から日本社会党公認で出馬して当選し、衆議院議員に1期在任した。この間、社会党渉外部次長などを務めた。1948年（昭和23年）12月繊維疑獄事件に関する問題に関し、衆議院不当財産取引調査特別委員会に証人喚問された。その後、第24回、第25回総選挙に立候補したがいずれも落選した。
その他、自転車振興会連合会長、日本自転車振興会連合会顧問、後楽園スタヂアム（現株式会社東京ドーム）取締役、甲子園土地企業取締役、宝サービス社長などを務めた。

## 著作
- 『写真と文 印度の土と人』東亜書林、1943年。
- 『交易営団への理論と実践』東亜書林、1943年。
- 『貿易の理論と実践』水鳥社、1948年。
- 『生活協同組合の活用』高須書房、1948年。